# 鮭形長嘴鱲
鮭形长嘴鱲（学名：Raiamas salmolucius）为輻鰭魚綱鯉形目鲤科长嘴鱲屬的鱼类。分布於非洲剛果河及坦干伊喀湖流域，體長可達18公分，棲息在中底層水域。